# Cyklistika na Letních olympijských hrách 1948
Cyklistické soutěže na Letních olympijských hrách v Londýně.

## Silniční cyklistika

### Muži
| Kategorie                      | Zlato                                                                  | Stříbro                                                                 | Bronz                                                         |
| ------------------------------ | ---------------------------------------------------------------------- | ----------------------------------------------------------------------- | ------------------------------------------------------------- |
| Muži závod s hromadným startem | José Beyaert · Francie (FRA)                                           | Gerrit Voorting · Nizozemsko (NED)                                      | Lode Wouters · Belgie (BEL)                                   |
| Muži družstvo - hromadný start | Belgie (BEL) · Léon Delathouwer · Eugène van Roosbroeck · Lode Wouters | Velká Británie (GBR) · Robert John Maitland · Ian Scott · Gordon Thomas | Francie (FRA) · José Beyaert · Jacques Dupont · Alain Moineau |

## Dráhová cyklistika

### Muži
| Kategorie                | Zlato                                                                          | Stříbro                                                                           | Bronz                                                                                  |
| ------------------------ | ------------------------------------------------------------------------------ | --------------------------------------------------------------------------------- | -------------------------------------------------------------------------------------- |
| 1000 m s pevným startem  | Jacques Dupont · Francie (FRA)                                                 | Pierre Nihant · Belgie (BEL)                                                      | Tommy Godwin · Velká Británie (GBR)                                                    |
| sprint (jednotlivci)     | Mario Ghella · Itálie (ITA)                                                    | Reg Harris · Velká Británie (GBR)                                                 | Axel Schandorff · Dánsko (DEN)                                                         |
| stíhací závod (družstva) | Francie (FRA) · Fernand Decanali · Pierre Adam · Serge Blusson · Charles Coste | Itálie (ITA) · Rino Pucci · Arnaldo Benfenati · Guido Bernardi · Anselmo Citterio | Velká Británie (GBR) · Wilfred Waters · Robert Geldard · Tommy Godwin · David Ricketts |
| tandem                   | Itálie (ITA) · Renato Perona · Ferdinando Teruzzi                              | Velká Británie (GBR) · Alan Bannister · Reg Harris                                | Francie (FRA) · Gaston Dron · René Faye                                                |

## Přehled medailí
| Pořadí | Země           | Zlato | Stříbro | Bronz | Celkově |
| ------ | -------------- | ----- | ------- | ----- | ------- |
| 1.     | Francie        | 3     | 0       | 2     | 5       |
| 2.     | Itálie         | 2     | 1       | 0     | 3       |
| 3.     | Belgie         | 1     | 1       | 1     | 3       |
| 4.     | Velká Británie | 0     | 3       | 2     | 5       |
| 5.     | Nizozemsko     | 0     | 1       | 0     | 1       |
| 6.     | Dánsko         | 0     | 0       | 1     | 1       |